# Conrich
Conrich est un hameau situé dans la province d'Alberta, dans le sud-ouest.